# Kazimierz Stamirowski

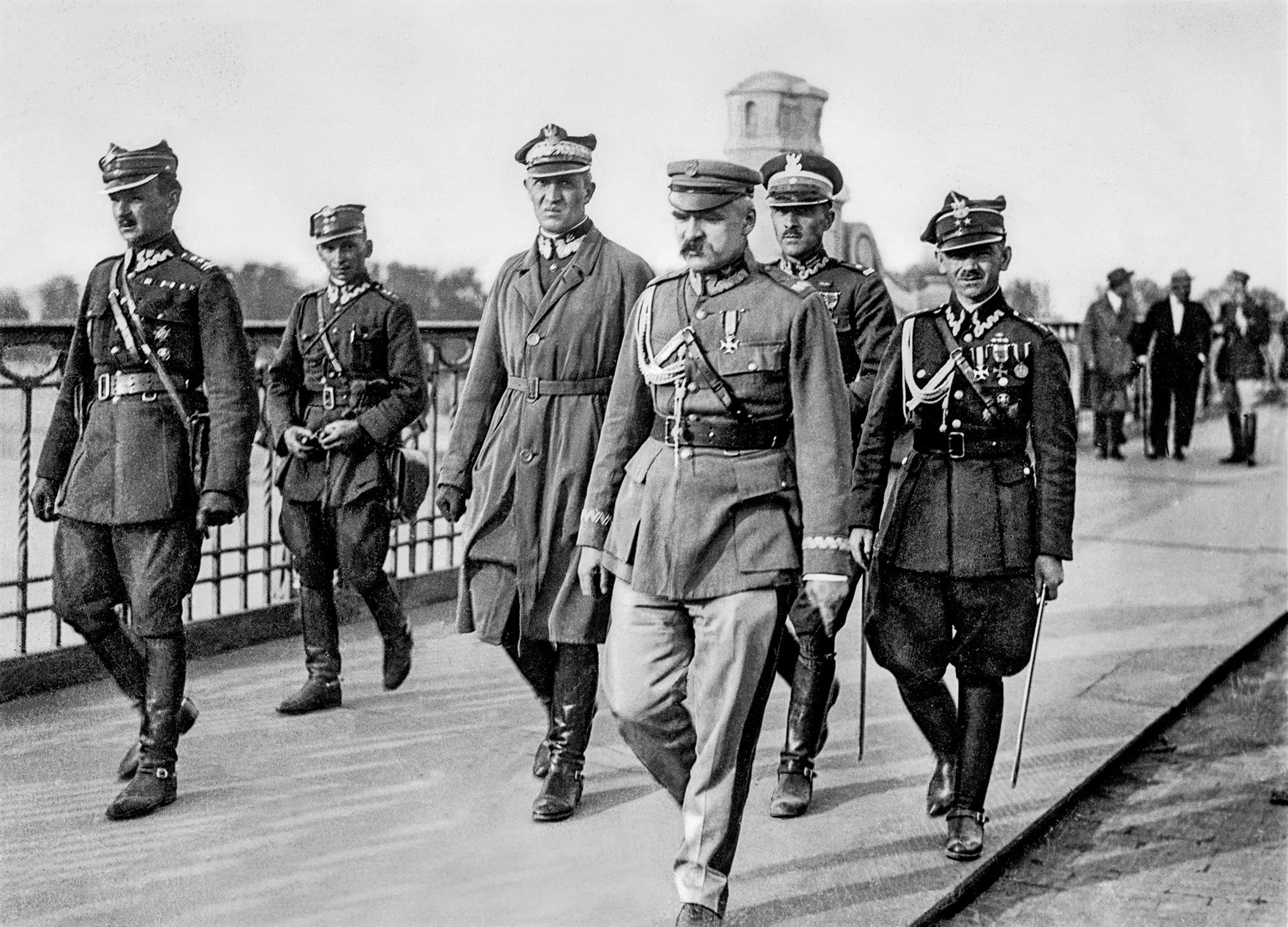
Piłsudski na Moście Poniatowskiego w czasie przewrotu majowego. Kazimierz Stamirowski – pierwszy z lewej.

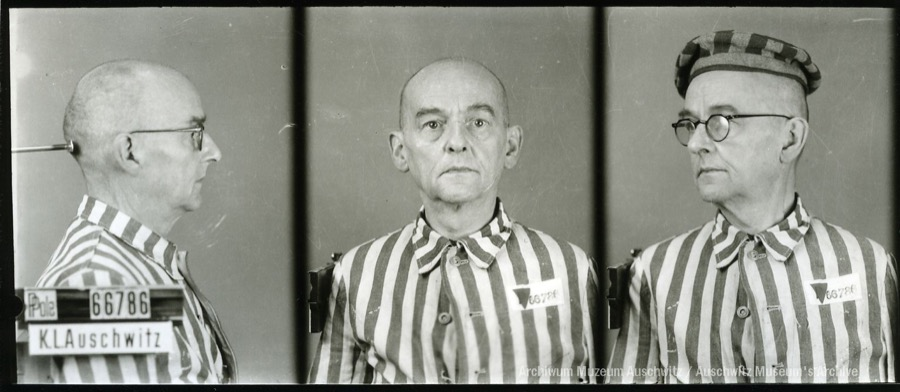
Kazimierz Stamirowski więzień KL Auschwitz

Kazimierz Stamirowski (ur. 6 lutego 1884 w Cieciułowie, zm. 11 października 1943 w KL Auschwitz) – podpułkownik dyplomowany kawalerii Wojska Polskiego, adiutant marszałka Józefa Piłsudskiego, urzędnik i działacz państwowy II Rzeczypospolitej, kawaler Orderu Virtuti Militari.

## Życiorys
Urodził się 6 lutego 1884 w Cieciułowie, w rodzinie Feliksa i Walerii z Siarczyńskich. Ukończył szkołę realną i kursy handlowe Regulskiego w Warszawie oraz Akademię Handlową w Hamburgu. Przed I wojną światową praktykował w bankowości i handlu w Warszawie i Hamburgu, następnie pracował w spółdzielniach rolniczo-handlowych na terenie Galicji. W latach 1914–1917 walczył w szeregach 1 pułku ułanów Legionów Polskich. Po kryzysie przysięgowym, w latach 1917–1918 internowany przez Niemców w Beniaminowie. Po uwolnieniu oficer Komendy Naczelnej POW.
10 listopada 1918 uczestniczył w powitaniu powracającego z internowania w Magdeburgu Józefa Piłsudskiego. Tego samego dnia został oficerem do zleceń Piłsudskiego, a następnie adiutantem Naczelnika Państwa. Następnie w okresie 1919–1922 kolejno: szef Wydziału IV Biura Wywiadowczego Sztabu Generalnego Wojska Polskiego (wywiad ofensywny), szef Oddziału II 2 Armii, następnie w centrali Oddziału II Sztabu Generalnego. W kwietniu 1920 szef Oddziału II przy 4 Armii, formowanej pod dowództwem gen. Stanisława Szeptyckiego na bazie Frontu Litewsko-Białoruskiego, skąd donosił o zaostrzeniu antagonizmu klasowego przez działalność polskiej administracji ziemiańskiej i wojskowej. 
W decydującej fazie wojny polsko-bolszewickiej był uczestnikiem pertraktacji pokojowych. Po nieudanej próbie zainicjowania rozmów przez delegację radziecką 9 sierpnia 1920 został wysłany wraz z dyrektorem Departamentu Dyplomatycznego Ministerstwa Spraw Zagranicznych Zdzisławem Okęckim do zajętych przez bolszewików Siedlec i w nocy 11/12 sierpnia 1920 uzgodnił tam z członkiem Rewolucyjnej Rady Wojskowej Republiki, komkorem Walentinem Mulinem, przyjęcie polskiej delegacji pokojowej przez przedstawicieli Armii Czerwonej na odcinku Siedlce–Warszawa 14 sierpnia 1920. Następnie był obok Juliusza Łukasiewicza, Feliksa Perla, Lucjana Altberga, Szymona Rundsteina i Stanisława Kauzika ekspertem polskiej delegacji pod przewodnictwem Jana Dąbskiego podczas konferencji pokojowej w Mińsku, która odbyła pierwsze posiedzenie plenarne 17 sierpnia. Podejrzewany przez bolszewików w trakcie dalszych obrad we wrześniu 1920 o służbę wywiadowczą, wobec wykazania bezpodstawności zarzutu został przeproszony.
Z dniem 30 listopada 1923 został przeniesiony w stan nieczynny na okres sześciu miesięcy bez prawa do poborów. W kwietniu 1924 został powołany do służby czynnej i odkomenderowany do Gabinetu Ministra Spraw Wojskowych. 1 listopada tego roku został odkomenderowany do Wyższej Szkoły Wojennej w Warszawie, w charakterze słuchacza Kursu Doszkolenia 1924–1925. 15 października 1925, po ukończeniu kursu i otrzymaniu dyplomu naukowego oficera Sztabu Generalnego, został przydzielony do 7 pułku ułanów lubelskich w Mińsku Mazowieckim na stanowisko zastępcy dowódcy pułku. W czasie przewrotu majowego 1926 roku opowiedział się po stronie Józefa Piłsudskiego. Po przewrocie majowym w latach 1926–1929 szef sztabu DOK IX w Brześciu. Od 1929 ponownie w stanie nieczynnym, od 1934 w rezerwie.
Od marca 1929 Dyrektor Departamentu Politycznego Ministerstwa Spraw Wewnętrznych RP i podsekretarz stanu w Prezydium Rady Ministrów. W 1931 awansowany do stopnia pułkownika rezerwy, we wrześniu tego roku zeznawał jako pierwszy świadek oskarżenia w procesie brzeskim. Od kwietnia 1932 urzędujący prezes, a od 1938 prezes Państwowego Banku Rolnego (w latach 1933–1938 wiceprezes Banku wykonujący obowiązki prezesa). Wiceprezes, członek rady, dyrektor Banku Akceptacyjnego. Wybrany w 1934 z inspiracji MSZ prezesem Polskiego Związku Zachodniego.
W pierwszych miesiącach II wojny światowej i okupacji niemieckiej należał do organizatorów konspiracji piłsudczykowskiej i brał udział w tworzeniu Służby Zwycięstwu Polski. Uzyskał zgodę władz niemieckich na wznowienie działalności Państwowego Banku Rolnego.
Aresztowany przez Gestapo 21/22 października 1941 i osadzony na Pawiaku, gdzie próbował popełnić samobójstwo przecinając przeguby rąk, co doprowadziło do amputacji lewej dłoni. Dwukrotnie jeszcze powtórzył próbę samobójstwa. 29 września 1942 wywieziony do niemieckiego obozu koncentracyjnego KL Auschwitz i rozstrzelany tam za organizację konspiracji (Związek Organizacji Wojskowej) w obozie. Jego symboliczny grób znajduje się na cmentarzu Powązkowskim w Warszawie (kwatera 259-1-26).

## Awanse
- chorąży – 1 kwietnia 1916
- podporucznik – 1 listopada 1916
- podpułkownik – 1 grudnia 1924 ze starszeństwem z dniem 15 sierpnia 1924 i 10 lokatą w korpusie oficerów zawodowych kawalerii

## Ordery i odznaczenia
- Krzyż Srebrny Orderu Virtuti Militari nr 4939 (1921)[15]
- Krzyż Komandorski z Gwiazdą Orderu Odrodzenia Polski (9 listopada 1931)[16]
- Krzyż Niepodległości (7 lipca 1931)[17]
- Krzyż Oficerski Orderu Odrodzenia Polski (3 maja 1928)[18][19]
- Krzyż Walecznych (czterokrotnie, po raz 1 i 2 w 1922)[20][21]
- Medal Pamiątkowy za Wojnę 1918–1921[1]
- Medal Dziesięciolecia Odzyskanej Niepodległości[1]
- Brązowy Medal za Długoletnią Służbę[1]
- Odznaka „Za wierną służbę”[22]
- Odznaka pamiątkowa Polskiej Organizacji Wojskowej[22]
- Komandor Orderu Leopolda (Belgia)[1]
- Komandor Orderu Zasługi (Węgry)[1]
- Oficer Orderu Gwiazdy Rumunii (Rumunia)[1][22]
- Oficer Orderu Legii Honorowej (Francja)[22]
- Kawaler Orderu Legii Honorowej (Francja)[1]

## Rodzina i życie prywatne
Z małżeństwa z Zofią z Dekucińskich, współzałożycielką Stowarzyszenia „Rodzina Wojskowa” w 1925, nie miał dzieci. Jego bratankiem był działacz gospodarczy Antoni.